# Floricultura

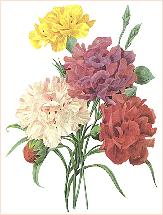
ram de clavells

La floricultura és una disciplina agrícola dins de la jardineria i l'horticultura. El seu objecte és el cultiu de flors. La flor tallada és el producte que s'obtenen de la floricultura. El conreu d'aquest tipus de plantes està molt especialitzat i tecnificat. Tot i això per les característiques del producte, necessiten molta mà d'obra sobretot per collir les flors. Els conreus són sempre en regadiu i sovint protegits: amb estructures senzilles de plàstic, usant un hivernacle de plàstic o vidre amb calefacció o sense. Grans companyies internacionals tenen els seus camps de producció de flor tallada en països tropicals a certa altitud on la mà d'obra és barata i el clima és uniforme i adequat tot l'any com Mèxic, Kenya i Colòmbia. El mercat central on es decideixen els preus a nivell mundial d'aquesta producció està als Països Baixos. A nivell de l'estat espanyol Catalunya (sobretot el Maresme) ocupa el tercer lloc com a productora de flor tallada darrere d'Andalusia i Canàries mentre que el País Valencià ocupa el cinquè lloc darrere de Múrcia. Les espècies per a flor tallada han estat seleccionades per tal que es perllongui el major temps possible en bon estat visual. És un producte que no es pot conservar gaire temps i d'alt preu cosa que permet que sovint es transporti per avió. El consum de flor tallada està directament relacionat amb el nivell de vida d'una societat i hi ha unes dates on s'acumula gran part de la demanda com la diada de Sant Jordi (roses a Catalunya) i Tots Sants (els crisantems)

## Principals plantes per a flor tallada
- Clavell monoflor o clavellina
- Rosa
- Gypsofila paniculata
- Bulbs: Gladiol i altres
- Strelitzia
- Crisantem
- Gerbera
- Limonium
- Lisianthus
- Anthurium
- Orquídies (Phalaenopsis, Cymbidium i altres)